# V Universiade invernale
La V Universiade invernale si è svolta dal 21 al 28 gennaio 1968 a Innsbruck, in Austria.
I giochi sono stati ufficialmente aperti da Franz Jonas e hanno visto gareggiare 589 atleti provenienti da 26 nazioni, impegnati in 7 diverse discipline sportive.

## Medagliere
Paese ospitante 
| Pos.   | Paese            | Oro | Argento | Bronzo | Totale |
| ------ | ---------------- | --- | ------- | ------ | ------ |
| 1      | Unione Sovietica | 8   | 6       | 5      | 19     |
| 2      | Stati Uniti      | 4   | 3       | 3      | 10     |
| 3      | Giappone         | 3   | 4       | 4      | 11     |
| 4      | Cecoslovacchia   | 3   | 3       | 2      | 8      |
| 5      | Norvegia         | 2   | 1       | 0      | 3      |
| 6      | Austria          | 1   | 2       | 3      | 6      |
| 7      | Germania Ovest   | 1   | 1       | 1      | 3      |
| 8      | Svizzera         | 1   | 0       | 0      | 1      |
| 9      | Finlandia        | 0   | 1       | 2      | 3      |
| 10     | Polonia          | 0   | 1       | 0      | 1      |
| 11     | Francia          | 0   | 1       | 0      | 1      |
| 12     | Italia           | 0   | 0       | 2      | 2      |
| 13     | Canada           | 0   | 0       | 1      | 1      |
| Totale | Totale           | 23  | 23      | 23     | 69     |

## Podi

### Sci alpino
Slalom maschile
- Oro – Milan Pazout (Cecoslovacchia)
- Argento – Per Sunde (Norvegia)
- Bronzo – Bill Marolt (Stati Uniti)

Slalom gigante maschile
- Oro – Per Sunde (Norvegia)
- Argento – Milan Pazout (Cecoslovacchia)
- Bronzo – Franz Vogler (Germania Ovest)

Discesa maschile
- Oro – Scott Pyles (Stati Uniti)
- Argento – Günther Scheuerl (Germania Ovest)
- Bronzo – Loris Werner (Stati Uniti)

Combinata maschile
- Oro – Milan Pazout (Cecoslovacchia)
- Argento – Robert Wollek (Francia)
- Bronzo – Scott Pyles (Stati Uniti)

Slalom femminile
- Oro – Cathy Nagel (Stati Uniti)
- Argento – Viki Jones (Stati Uniti)
- Bronzo – Christl Ditfurth (Austria)

Slalom gigante femminile
- Oro – Cathy Nagel (Stati Uniti)
- Argento – Viki Jones (Stati Uniti)
- Bronzo – Marisella Chevallard (Italia)

Discesa femminile
- Oro – Heidi Obrecht (Svizzera)
- Argento – Christl Ditfurth (Austria)
- Bronzo – Paola Strauss (Italia)

Combinata femminile
- Oro – Cathy Nagel (Stati Uniti)
- Argento – Viki Jones (Stati Uniti)
- Bronzo – Christl Ditfurth (Austria)

### Sci nordico
15 km maschile
- Oro – Jon Hoias (Norvegia)
- Argento – Yevgeniy Platunov (Unione Sovietica)
- Bronzo – Anatoliy Zakharov (Unione Sovietica)

Staffetta 4x10 km maschile
- Oro – Unione Sovietica
- Argento – Giappone
- Bronzo – Finlandia

10 km femminile
- Oro – Yanna Yelistratova (Unione Sovietica)
- Argento – Lyubov Menchikova (Unione Sovietica)
- Bronzo – Lidiya Doronina (Unione Sovietica)

Staffetta 4x5 km femminile
- Oro – Unione Sovietica
- Argento – Polonia
- Bronzo – Cecoslovacchia

### Combinata nordica
Maschile
- Oro – Hiroshi Itagaki (Giappone)
- Argento – Masatoshi Sudo (Giappone)
- Bronzo – Antonin Kucera (Cecoslovacchia)

### Salto con gli sci
Maschile
- Oro – Hiroshi Itagaki (Giappone)
- Argento – Masakatsu Asari (Giappone)
- Bronzo – Yukio Kasaya (Giappone)

### Pattinaggio di figura
Singolo maschile
- Oro – Vladimir Kurenbin (Unione Sovietica)
- Argento – Marian Filc (Unione Sovietica)
- Bronzo – Günter Anderl (Austria)

Singolo femminile
- Oro – Kumiko Okawa (Giappone)
- Argento – Helli Sengstschmid (Austria)
- Bronzo – Kazumi Yamashita (Giappone)

Coppie
- Oro – Bohunka Šrámková / Jan Šrámek (Cecoslovacchia)
- Argento – Tatiana Sharanova / Anatoli Evdokimov (Unione Sovietica)
- Bronzo – Lyudmila Suslina / Alexander Tikhomirov (Unione Sovietica)

Danza sul ghiaccio
- Oro – Heidi Mezger / Herbert Rothkappl (Austria)
- Argento – Diana Skotnická / Martin Skotnický (Cecoslovacchia)
- Bronzo – non assegnato

### Hockey su ghiaccio
Maschile
- Oro – Unione Sovietica
- Argento – Cecoslovacchia
- Bronzo – Canada

### Pattinaggio di velocità
500 metri maschile
- Oro – Erhard Keller (Germania Ovest)
- Argento – Keiichi Suzuki (Giappone)
- Bronzo – Takayuki Hida (Giappone)

1500 metri maschile
- Oro – Aleksandr Zhekulayev (Unione Sovietica)
- Argento – Valeriy Bayonov (Unione Sovietica)
- Bronzo – Arkadiy Kichenko (Unione Sovietica) ex aequo con Pekka Halinen (Finlandia)

3000 metri maschile
- Oro – Aleksandr Zhekulayev (Unione Sovietica)
- Argento – Pekka Halinen (Finlandia)
- Bronzo – Anatoliy Nokhrin (Unione Sovietica)

5000 metri maschile
- Oro – Aleksandr Zhekulayev (Unione Sovietica)
- Argento – Anatoliy Nokhrin (Unione Sovietica)
- Bronzo – Yoshiaki Demachi (Giappone)